# Pomník T. G. Masaryka (Josefov)
Pomník Tomáše Garrigua Masaryka v Josefově je pomník s bustou v Masarykových sadech v Jaroměři-Josefově v okrese Náchod.
Pomník byl poprvé odhalen dne 28. října 1926. Busta byla vytvořena z kararského mramoru Autorem předlohy busty byl Jan Štursa, podle níž ji vytvořila Marie Wagnerová-Kulhánková z Hořic. Jednalo se o první Masarykův pomník v tehdejším okrese Dvůr Králové.
V době nacistické okupace v roce 1940 byla busta z nařízení okresního úřadu sejmuta. Podařilo se ji tajně uschovat v josefovské radnici a v květnu 1945 mohla být díky konci války opět slavnostně navrácena na své místo. V roce 1953 však byla busta poškozena (sražena zednickou palicí) a svržena do rokle nad Labem. Archivář a historik města Josefova Antonín Hofmeister ji však s pomocí přátel odvezl a ukryl u sebe doma pod hromadou uhlí. V době politického rozvolnění v roce 1968 ji šenkýřka z hospody U kulatý báby odvezla k vyčištění, ale po vstupu vojsk Varšavské smlouvy byla busta opět ukryta. Nově se dostala k panu Pánkovi, mj. průvodci podzemními chodbami v Josefově. Ten však později zemřel a nikdo nevěděl, kde se busta nachází. Nakonec ji po sametové revoluci objevil amnestovaný vězeň, který se snažil najít něco, co by se dalo zpeněžit.
Poté se podařilo bustu odkoupit akademickému sochaři Petru Novákovi. S restaurátorem Josefem Šraibrem ji nasadili na mramorové torzo, které bylo mezi odloženými pomníky z opuštěných hrobů. Vznikl muzejní exponát, který byl umístěn v městském muzeu v Jaroměři. Začalo se řešit, čím původní bustu v parku nahradit. Novák ve vysílání Československého rozhlasu vyjádřil myšlenku vytvořit pískovcovou kopii. Tato varianta se však nelíbila místní radnici, a tak nakonec bylo rozhodnuto o vzniku nového uměleckého díla. Na prázdný podstavec byla v roce 1994 umístěna nová bronzová busta právě od Petra Nováka. Její slavnostní odhalení se konalo 17. září 1994 u příležitosti sjezdu rodáků a přátel Josefova. Slavnostního aktu se zhostil místní starosta Pavel Mertlík a projev přednesl spisovatel Miroslav Ivanov. V srpnu 2010 byla busta odcizena. V roce 2012 byla odhalena rekonstruovaná busta.